# Neustrelitz
Neustrelitz (výslovnost [nojštrelic]; zastarale česky Nové Střelice) je německé město ve spolkové zemi Meklenbursko-Přední Pomořansko. Leží na břehu jezera Zierker See a má přes 20 tisíc obyvatel. První zmínka o vesnici Strelitz pochází z roku 1278, jméno pochází ze slovanského „strelci“ (česky střelci). Poblíž původní obce Strelitz (dnes čtvrť Strelitz-Alt) bylo roku 1733 založeno plánované barokní město Neustrelitz, tedy „Nové Strelitz“. V letech 1738 až 1918 sloužilo jako sídelní město vévodství Meklenbursko-Střelického.